# Cuspidaria
Cuspidaria é um género botânico pertencente à família Bignoniaceae.

## Sinonímia
Alsocydia, Blepharitheca, Heterocalycium, Lochmocydia, Nouletia, Orthotheca, Piriadacus, Saldanhaea

### Espécies
Apresenta 32 espécies:
Cuspidaria angustidens Cuspidaria argentea Cuspidaria biebersteinii
Cuspidaria bracteata Cuspidaria callistegioides Cuspidaria campanulata
Cuspidaria cheiranthoides Cuspidaria convoluta Cuspidaria cordata
Cuspidaria corymbifera Cuspidaria emmonsii Cuspidaria erubescens
Cuspidaria fasciculata Cuspidaria floribunda Cuspidaria hibiscifolia
Cuspidaria lateriflora Cuspidaria mollis Cuspidaria multiflora
Cuspidaria octoptera Cuspidaria ovalis Cuspidaria pauciflora
Cuspidaria populeaster Cuspidaria pterocarpa Cuspidaria puberula
Cuspidaria pulchella Cuspidaria ramentacea Cuspidaria schumanniana
Cuspidaria simplicifolia Cuspidaria stenocarpa Cuspidaria subincana
Cuspidaria trifoliata Cuspidaria weberbaueri